# Хроника Холодной войны (1954 год)
Хронология Холодной войны
- 1943
- 1944
- 1945
- 1946
- 1947
- 1948
- 1949
- 1950
- 1951
- 1952
- 1953
- 1954
- 1955
- 1956
- 1957
- 1958
- 1959
- 1960
- 1961
- 1962
- 1963
- 1964
- 1965
- 1966
- 1967
- 1968
- 1969
- 1970
- 1971
- 1972
- 1973
- 1974
- 1975
- 1976
- 1977
- 1978
- 1979
- 1980
- 1981
- 1982
- 1983
- 1984
- 1985
- 1986
- 1987
- 1988
- 1989
- 1990
- 1991

- 21 января: США спустили на воду первую в мире атомную подводную лодку «Наутилус». Атомные подводные лодки станут основным средством ядерного сдерживания.
- 8 марта: Соединённые Штаты и Япония подписали Соглашение о взаимной помощи в области обороны между США и Японией.
- 13 марта: В СССР создан КГБ, правопреемник НКВД.
- Апрель — июнь: Слушания в Конгрессе США по делу Армии и Маккарти транслируются по американскому телевидению, что приводит к потере поддержки маккартизма.
- 7 мая: Вьетминь побеждает французов при Дьенбьенфу. Франция уходит из Индокитая, оставляя четыре независимых государства: Камбоджу, Лаос и то, что стало Северным Вьетнамом и Южным Вьетнамом. Женевские соглашения призывают к свободным выборам для объединения Вьетнама, но ни одна из крупных западных держав не желает, чтобы это произошло в случае вероятной победы Вьетминя (националистически настроенных коммунистов).
- 17 мая: Восстание Хукбалахап на Филиппинах подавлено.
- 2 июня: Сенатор Джозеф Маккарти утверждает, что коммунисты проникли в ЦРУ и в отрасль атомного оружия США.
- 18 июня: Избранное левое правительство Гватемалы свергнуто в результате переворота при поддержке ЦРУ. Устанавливается неустойчивый правый режим. Оппозиция ведёт к партизанской войне с марксистскими повстанцами, в которой с обеих сторон совершаются серьёзные нарушения прав человека. Тем не менее режим просуществовал до конца Холодной войны.
- 8 июля: Полковник Карлос Кастильо Армас избран председателем хунты, свергнувшей администрацию президента Гватемалы Хакобо Арбенса Гусмана.
- 22 июля: Индия аннексирует португальские территории Дадра и Нагар-Хавели.
- 11 августа: Первый кризис в Тайваньском проливе начинается с обстрела тайваньских островов китайскими коммунистами. США поддерживают Тайвань, и кризис разрешается сам собой, поскольку обе стороны воздерживаются от ведения активных боевых действий.
- 8 сентября: Основание Организации Договора о Юго-Восточной Азии (СЕАТО) Австралией, Францией, Новой Зеландией, Пакистаном, Таиландом, Филиппинами, Соединённым Королевством и Соединёнными Штатами. Как и НАТО, она создана для противодействия коммунистической экспансии, на этот раз на Филиппинах и в Индокитае.
- 1 ноября: Начало борьбы за независимость французского Алжира.
- 2 декабря: Китайско-американский договор о взаимной обороне подписан между Соединёнными Штатами и Китайской Республикой.
- 15 декабря: Суринам становится составной частью Нидерландов.